# Phanerotoma extensa
Phanerotoma extensa är en stekelart som beskrevs av Charles Thomas Brues 1933. Phanerotoma extensa ingår i släktet Phanerotoma och familjen bracksteklar. Inga underarter finns listade i Catalogue of Life.